# La Drôme Classic
A Drôme Classic, oficialmente Royal Bernard Drôme Classic é uma prova ciclista UCI Europe Tour criada em 2013. Disputa-se o no dia seguinte da Classic Sud Ardèche.
A saída e a chegada têm lugar em Montmeyran durante a segunda edição. A primeira edição, ante desenvolver-se em 23 de fevereiro de 2013, está anulada devido a quedas de neve. A partir de 2015 a saída e a chegada efectuam-se a Livron-sur-Drôme. Em 2020, ela integra o UCI ProSeries, o segundo nível do ciclismo internacional.

## Palmarés
| Ano                                      | Vencedor           | Segundo            | Terceiro           |
| ---------------------------------------- | ------------------ | ------------------ | ------------------ |
| 2013 : corrida anulada por causa da neve |                    |                    |                    |
| 2014                                     | Romain Bardet      | Sébastien Delfosse | Gianni Meersman    |
| 2015                                     | Samuel Dumoulin    | Fabio Felline      | Sébastien Delfosse |
| 2016                                     | Petr Vakoč         | Jan Bakelants      | Arthur Vichot      |
| 2017                                     | Sébastien Delfosse | Arthur Vichot      | Jan Bakelants      |
| 2018                                     | Lilian Calmejane   | Jhonatan Narváez   | Bob Jungels        |
| 2019                                     | Alexis Vuillermoz  | Valentin Madouas   | Warren Barguil     |
| 2020                                     | Simon Clarke       | Warren Barguil     | Vincenzo Nibali    |
| 2021                                     | Andrea Bagioli     | Daryl Impey        | Mikkel Honoré      |
| 2022                                     | Jonas Vingegaard   | Guillaume Martin   | Benoît Cosnefroy   |
| 2023                                     | Anthony Perez      | Rui Costa          | Andrea Bagioli     |
| 2024                                     | Marc Hirschi       | Juan Ayuso         | Maxim Van Gils     |
| 2025                                     | Juan Ayuso         | Mattias Skjelmose  | Ben Tulett         |

## Palmarés por países
Atualizado após edição de 2024
| País      | Vitórias |
| --------- | -------- |
| França    | 5        |
| Austrália | 1        |
| Bélgica   | 1        |
| Chéquia   | 1        |
| Dinamarca | 1        |
| Itália    | 1        |
| Suíça     | 1        |